# 伯特利神學院
伯特利神學院（英語：Bethel Bible Seminary）位於香港九龍城嘉林邊道45-47號，於1925年創立，為一所四年制基督教神學院。

## 院訓
「人若自潔，脫離卑賤的事，就必作貴重的器皿，成為聖潔，合乎主用，預備行各樣的善事。」

《提摩太後書》二章二十一節

## 歷史

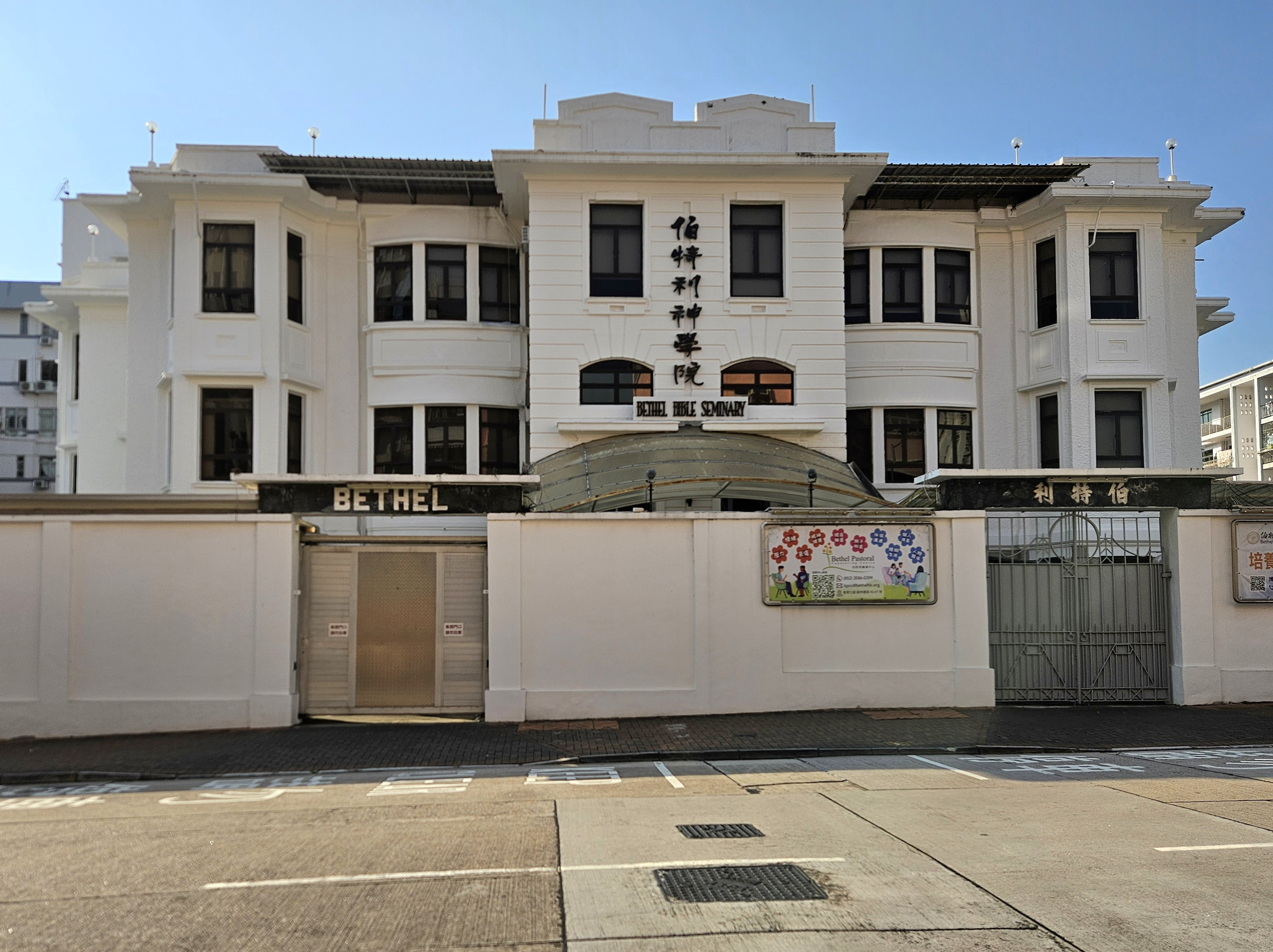
伯特利神學院

基督教伯特利教會於1925年由石美玉醫師（Dr. Mary Stone）及胡遵理教士（Miss Jennie Hughes）創辦於上海制造局路639号，定名「伯特利聖經書院」（Bethel Bible College），1930年命名为伯特利神学院，三年制畢業。1937年八一三事变，制造局路沦为战区，學院於1938年1月遷到香港；1941年太平洋战争爆发后，日军占领香港，伯特利神学院内迁贵州毕节。1946年，伯特利神学院於上海復校，由於舊址被毀，1947年2月返回香港，四年制畢業，頒授「神學學士」學位。

### 歷任院長
- 1931-1973年：藍如溪 院長（Dr. Alice Lan）
- 1973-1990年：黃卓英 院長（Rev. Donald C. Y. Wong）
- 1990-2008年：林錦濤 院長（Rev. Gaspard K. T. Lam）
- 2008-2009年：姚鏡鴻 署理院長
- 2009年7月-2019年6月：陸輝 院長
- 2019年7月至今：屈偉豪 院長

## 擴建計劃
伯特利教會董事會決定在原址進行擴建計劃，第一階段向政府進行規劃申請，於2012年9月7日獲城規會原則上通過有關之申請，相關程序將需2-3年之時間完成。

## 課程發展
- 1989年開設延伸制「聖經/神學證書」課程。
- 1994年增設「基督教輔導學證書/文憑」課程。
- 1997年設立「臨床牧關教育/教牧輔導教育證書」。
- 1997及98年與加拿大阿基狄亞大學中之阿基狄亞神學院（Acadia Divinity College of Acadia University）取得聯繫，聯辦「道學碩士」、「文學碩士」及「神學研究碩士」等課程。（備註：1/9/2023 聯繫安排完結）
- 1999年為開設三年制「神學研究學士」裝備信徒修讀聖經及神學課程。
- 2004年9月開設三年制「基督教婚姻及家庭治療碩士」課程，為日益嚴重的家庭問題，培訓教牧及信徒來回應。
- 2006年1月開設三年制「基督教輔導學及基督教教育學士」課程，裝備信徒作教會福音幹事及學校宗教主任。
- 2007年9月開設三年制「基督教輔導學及社會服務碩士」課程，裝備教牧及信徒從事教會屬下的社會服務事工，在老人、學生及主管層面培訓人才。
- 2012年6月開設「教牧學博士（Doctor of Ministry）」及「轉化型領導學博士（Doctor of Transformational Leadership）」課程。

## 外部連結
- 伯特利神學院（页面存档备份，存于）